# Lispocephala indica
Lispocephala indica este o specie de muște din genul Lispocephala, familia Muscidae, descrisă de Malloch în anul 1935.
Este endemică în Pakistan. Conform Catalogue of Life specia Lispocephala indica nu are subspecii cunoscute.